# Svobodni (Ust-Labinsk)
Svobodni (del ruso: Свободный) es un jútor del raión de Ust-Labinsk del krai de Krasnodar de Rusia. Está situado en la cabecera del río Razdolnaya, afluente por la izquierda del río Kirpili, 19 km al nordeste de Ust-Labinsk y 53 km al nordeste de Krasnodar, la capital del krai. Tenía 310 habitantes en 2010.
Pertenece al municipio Zheleznoye.